# 文武両道
文武両道（ぶんぶりょうどう）とは、文事と武事、学芸と武芸、その両道に努め、優れていることを指す語。求道的な評価にも用いられる語である。変わって、現代では勉学と運動（スポーツの両面に優れた人物に対しても用いられる。
『平家物語』には、「あっぱれ、文武二道の達者かな」とあり、文武二道（文武一道とは異なる）という語がある。この語は、近世においても用いられている（朋誠堂喜三二著『文武二道万石通』など）。

## 『史記』の記述
「文事ある者は必ず武備あり」という言葉が『史記』には記されている。文武は一方に偏ってはならないという意味である。いつ頃日本に伝来したかは不明だが、文武という語自体は、日本でも古代から用いられている。（文武天皇など）また、「入りては相、出でては将」と言う言葉も儒教には存在する。「文」とは古代中国律令制の官職で、文官、「武」とは武官に由来すると考えられる。文官は事務、役人など頭を使う職業、武官は近衛隊、門番など体を使う職業であった。このことから、精神と肉体どちらをも秀でた者を指す語になったと思われる。

## 中世における文武社会
中世における文武の文とは、和歌や書といったものを意味していることが多く、必ずしも学問に限ったものではなかった。太田道灌は、和歌にも長けていたため、文においても長けていたことが後世に伝えられる（『耳袋』など）。戦国時代後期では、茶道も武家にとっては文事に当たった。また宮本武蔵のように絵画や書に通じた者も、含まれることがある。中世社会において、文武二道を体現できたのは武家に限らず、僧兵（武僧）や貴族といった者達も含まれる。
平安時代から鎌倉時代へと移ると、日本では武家政権が確立したこともあり、文武を組み合わせた文化も生じるようになる。例えば、国宝の馬具である「時雨螺鈿鞍」（13世紀作）は、様々な装飾と文字をはめ込み、その主題は『新古今和歌集』の恋歌「わが恋は 松を時雨の 染めかねて 真葛が原に 風騒ぐなり」である。

## 近世における文武両道の風潮
徳川家康が文事を奨励した影響から全国の学者の社会的地位が見直され、学者に対する需要が生み出された。この風潮から文武両道という語は世に行われ、武家や農夫が修養のために学問の道に入り、大成する者が増えた。ただし、一部の層は、学問を道楽とみていたし、百姓や町人などは、自分の子が学問にのめり込み過ぎて、身分的本業を離れているのをよしとはせず、ある程度成長したら勉学から離れさせる世代もあった。近世日本では、こうした職業的、社会的な風潮もあったと言われる。江戸時代の学問は時に限定されることがあり、決して広いとはいえなかったものの、学者が増加し諸学の研究が進んだ時代でもあった。また様々な学問で諸派の分裂が起きた時代でもあった。また中世の時代から引き続いている要素として文は教養や道楽としての地位を保っており、学問だけではない部分でも文の要素が存在していた。

### 近世の学者による見解と見解
近世において、文武両道という語が確立していた。以下は近世の学者による見解である。
中江藤樹：「文と武は元来一徳であって、分かつことができない。したがって、武なき文、文なき武は共に真実の文ではなく、武でもない」
貝原益軒：「武芸の直接の目的は、戦場の使、日常の使にあるが、究極の目的は、武徳の涵養（かんよう）にある。すなわち武芸により、心身を統治することである」

## 近代日本における文武両道
明治新政府により、諸制度が撤廃され、四民平等の下、学制や徴兵制などの改革が行われたことにより、変化が見られた。一方で欧米的近代化のために武術は戦場では無用の産物といった風潮も生じ始めていた。武術を母体とした銃剣術や軍刀術が形成され、その伝統的な技能が応用され、一部で継がれている。近代における兵育は、実力を均等化させる統一的な教育で、大きな実力差を生じさせないものであった（武術流派の場合、個々の実力に応じて、教える技が異なる）。

## 現代日本における文武両道
主に高等学校で、勉強と部活動の両立を目標に掲げる学校が多く存在する。

### 批判及びそれに対する反論
下関国際高等学校硬式野球部を創部52年で初の甲子園出場に導いた坂原秀尚監督は「一流とは一つの流れ、一つに集中してやること。文武両道は逃げ、二流」などとし、「文武両道はあり得ない」と述べた。
これに対して陸上競技・十種競技元日本チャンピオンの武井壮は「『超一流になった人があまり勉強できなかった』というのは結果の話であり、勉強が出来てトップに立っている人もいる。そういう人たちは怪我などでスポーツ人生が絶たれても次の仕事は引く手あまただ」「（例えば）プロ野球選手になれなかったとしても、その教えを胸に、違う道(職業)でも一流の歩き方ができる、というのが一流だと思っている」などと反論した。。
「二兎を追う者は一兎をも得ず」ということわざや、東京大学硬式野球部が東京六大学野球で勝てないことを挙げて文武両道を否定する者もいる。これに対して島根県立松江南高等学校の校長は「我々が言うところの文武両道は、文武の両道に励むということであり、何事にも一生懸命取り組むということである。結果として両方の道で良い結果を出せれば素晴らしいことだが、両道で好結果を出すことが目的の文武両道ではない」と反論している。また、ニューイヤー駅伝でのトヨタ自動車、箱根駅伝での青山学院大学の優勝を挙げ、「彼らが練習に費やしていた気持ちを仕事に注入した時、それは大きな力になる」と述べている。そして、「一兎も得ない者」は「二兎を追うフリをする者」であるとしている。

## 文武両道と似た語
- 賢才武略：（知識と策略を備えた）主に良将に対して用いられる語。
- 才色兼備：（容姿と才能を備えた）主に女性に対して用いられる語。